# Minima naturalia
Die Lehre von den Minima naturalia ist eine Theorie aus dem Mittelalter und der frühen Neuzeit, nach der ein physischer Körper nicht unendlich geteilt werden kann, ohne seine wesentlichen Eigenschaften zu verlieren; vgl. Materia prima.
Ursprung dieser Theorie ist eine Aristoteles-Interpretation, die insbesondere  von Averroes ausgearbeitet wurde, der diese These aus verschiedenen Passagen des Werkes Physik sowie anderen Werken wie der Meteorologie von Aristoteles ableitete. Aristoteles selbst lehnte die Existenz von Minima im Sinne kleinster Teilchen ab. Er diskutierte die Frage vor dem Hintergrund seiner biologischen Überlegungen dahingehend, ob es Grenzen der Teilbarkeit gäbe. Für ihn haben vorkommende Pflanzen und Tiere gewisse quantitative Grenzen nach oben und nach unten. Und für Aristoteles war es offenkundig, dass dies auch für die Teile dieser Dinge gilt. Dabei übersah er allerdings, dass er keine Begründung dafür hatte, dass kleinste Teilchen nicht noch weiter geteilt werden können.
Die Theorie der Minima naturalia steht im prinzipiellen Gegensatz zum Atomismus von Demokrit und Epikur. Die Unterschiede liegen insbesondere in Folgendem:
- Stoffe haben ihnen je eigene Minima, die sich bei allen Stoffen durch ihre Eigenschaften unterscheiden.
- Für jede Stoffart haben die Minima eine ihnen eigene Größe.
- Die geometrische Form der Minima ist nicht festgelegt.
- Durch gegenseitige Einwirkung erzeugen die Minima neue Qualitäten (qualitas media) und damit neue Stoffe (forma mixta).

Die Minima sind nach Averroes das Erste, was sich bei der Entstehung eines Stoffes aus der formlosen Urmaterie herausbildet, und das Letzte, was beim Vergehen eines Stoffes zurückbleibt. Averroes diskutierte dies in seinem Kommentar zur Physik des Aristoteles am Beispiel des Feuers. Wenn man ein Feuer immer wieder teilt, wird es irgendwann einmal vergehen, weil es ein Minimum an Quantität benötigt, um als Feuer zu bestehen. Mathematische Entitäten wie eine Linie kann man nach Averroes hingegen unendlich oft teilen, solange es sich bei einer solchen Linie nicht um einen physikalischen Körper handelt. Die Notwendigkeit für ein natürliches Minimum sah er darin, dass sich jede Substanz auf eine spezifische Weise verändert, etwa durch Wachstum oder Schrumpfung. Hierfür gibt es natürliche Grenzen der Quantität.
Die Theorie wurde im Verlaufe der Zeit immer wieder neu interpretiert. Thomas von Aquin hielt an der unendlichen Teilbarkeit der Materie fest und sah die Grenze durch die Form bestimmt. Ab einer gewissen Kleinheit kann eine Materie-Form-Kombination bei einer weiteren Teilung die Form nicht mehr aufrechterhalten. Aegidius Romanus unterschied zwischen bestimmter Materie, die ausgedehnt ist und eine messbare Größe hat, einerseits und der unbestimmten Materie, die Grundlage aller Substanzen ist und als solche keinen Veränderungen unterliegt. Diese Vorstellung entspricht den später formulierten Sätzen von der Erhaltung der Masse oder der Energie. Mathematische Größen haben keine obere und keine untere Grenze. Die unbestimmte Materie hat eine Obergrenze, weil die Materie nicht vermehrt werden kann, sie ist aber unbegrenzt teilbar. Erst für die bestimmte Materie gibt es eine Untergrenze der Größe, unterhalb derer sie ihre charakteristischen Eigenschaften verliert.
Roger Bacon betrachtete die Frage nach den Minima unter dem Aspekt der Wirkung. Man kann Substanzen zwar kontinuierlich und unbegrenzt teilen, aber unterhalb einer bestimmten Grenze verlieren sie ihre Wirkung. Damit verbunden ist die Vorstellung, dass Wirkungen von der Größe eines Gegenstandes abhängen. Wenn ein Partikel zu klein wird, dann verliert er die Kraft, auf andere Gegenstände zu wirken. Ähnliche Auffassungen finden sich später bei Albertus Magnus, Siger von Brabant oder Richard von Mediavilla.
Bei den Scotisten unterschied  Walter Burleigh zwischen homogenen Dingen, die unendlich teilbar sind, und heterogenen Dingen mit begrenzter Teilbarkeit wie Lebewesen und vertrat damit eine nahe an den ursprünglichen aristotelischen Text angelehnte Theorie.
Zu Beginn der Neuzeit findet sich eine Verknüpfung der Lehre von den Minima naturalia mit der Atomistik bei dem Mediziner Daniel Sennert, der eine unendliche Teilbarkeit von Körpern ablehnte und stattdessen lehrte, dass die Natur bei der Auflösung und der Erzeugung der Körper bei bestimmten kleinsten Teilchen haltmacht. Ähnlich hat Johan Baptista van Helmont die Minima naturalia als kleinste Teile von Substanzen atomistisch aufgefasst. Er verknüpfte diese Theorie in Anlehnung an Paracelsus mit einer Theorie der Keime der Dinge (semina rerum), wonach qualitative Veränderungen von Substanzen nicht allein mechanistisch zu erklären sind, sondern zugleich auch spirituelle Kräfte wirken müssen. Die Arbeiten von Sennert oder von Helmont waren wichtige Schritte im Übergang von der Alchemie zur modernen Chemie, ohne jedoch bestimmte Annahmen der Antike wie die Vier-Elemente-Lehre aufzugeben.